# 174567 Varda

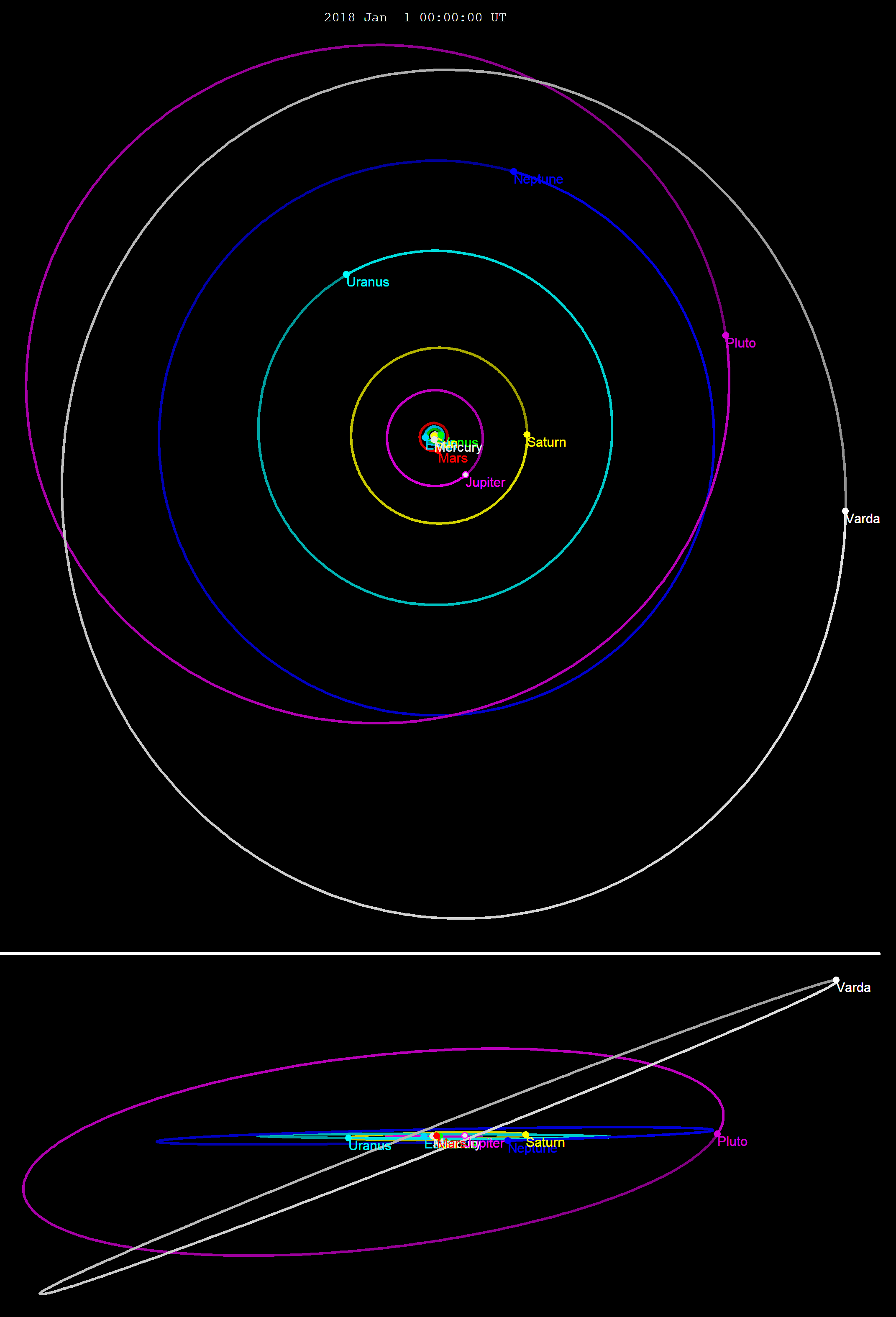
Góc nhìn từ trên xuống và nhìn nghiêng của quỹ đạo của Varda.

174567 Varda là một thiên thể bên ngoài Sao Hải Vương thuộc nhóm cubewano cộng hưởng của vành đai Kuiper, nằm ở vùng rìa ngoài của Hệ Mặt Trời. Nó có một vệ tinh được biết đến, Ilmare, được khám phá vào năm 2009.
Brown ước lượng rằng, với độ sáng tuyệt đối là 3.5 và đường kính được tính là khoảng 700 km, nó có khả năng cao là một hành tinh lùn. Tuy nhiên, Grundy et al. phản đối rằng một vật thể như Varda, với kích thước trong khoảng từ 400 – 1000 km, suất phản chiếu (albedo) thấp hơn khoảng 0.2 và tỷ trọng khoảng 1.2g/cm khối hoặc ít hơn, không bao giờ được nén thành một vật thể rắn hoàn chỉnh, và có khả năng rất thấp để trở thành một hành tinh lùn.

## Quỹ đạo
Varda được khám phá vào tháng 3 năm 2006, sử dụng những hình ảnh của Jeffrey A. Larsen vào ngày 21 tháng 6 năm 2003.
Nó có quỹ đạo quanh Mặt Trời ở khoảng cách từ 39.6 đến 52.5 đơn vị thiên văn. Nó mất 312 năm và 6 tháng để quay quanh Mặt Trời (114,129 ngày, bán trục lớn là 46.05 đơn vị thiên văn (AU)). Quỹ đạo của nó có độ lệch tâm là 0.14 và độ nghiêng là 21 độ. Hiện tại nó đang ở khoảng cách là 47.5 đơn vị thiên văn từ Mặt Trời, và sẽ đến củng điểm vào tháng 11 năm 2096. Nó đã được quan sát tổng cộng 68 lần.

## Tên gọi
Tên gọi của Varda và vệ tinh của nó Ilmare được thông báo vào năm 2014. Varda là hoàng hậu của Valar, người sáng tạo ra những ngôi sao, và là một nhân vật trong Chúa tể chiếc nhẫn của JRR Tolkien. Ilmare là một thủ lĩnh của Maiar và hầu gái của Varda.